# Leites Nestlé
Leites Nestlé var en volleybollklubb (damer) från Sorocaba och Jundiaí i São Paulo, Brasilien. Klubben var verksam mellan 1993 och 1999.
Laget blev brasilianska mästare tre gånger (1994-1995,1995-1996 och 1996-1997) och vann världsmästerskapet i volleyboll för klubblag 1994.